# La Sevillana (rose)
'La Sevillana' (syn. 'MELgekanu') est un cultivar de rosier floribunda conçu en 1978 par la rosiériste française  Marie-Louise Meilland. C'est l'un des rosiers les plus vendus de la maison Meilland.

## Présentation
Le cultivar 'La Sevillana' est issu des graines ('MELbrim' x 'Jolie Madame' x 'Zambra x 'Zambra') et du pollen de ('Tropicana' x 'Tropicana') x ('Poppy Flash' x 'Rusticana'). Son buisson s'élève de 60 cm à 120 cm et s'étend à 150 cm de largeur. Son feuillage est vert foncé et brillant.
Les fleurs de 'La Sevillana' sont de couleur rouge orangé ou orange et sont moyennement parfumées. La fleur a un diamètre moyen de 3,5 " à 15 pétales. La fleur, généralement solitaire, est de forme ample semi-double de 9 à 16 pétales. La fin du printemps et le début de l'été sont l'époque de sa floraison maximale, puis elle a lieu de façon moindre au cours de la saison. 
Ce rosier est exempt de maladies, mais il risque de souffrir de la maladie des taches noires en terre trop humide. Il s'épanouit mieux au soleil, même s'il supporte la mi-ombre. Sa zone de rusticité est de 5b à 9b. C'est donc une variété résistante et vigoureuse. Il faut protéger son pied par grand froid et tailler les branches mortes ou abîmées à la fin de l'hiver. Il nécessite une taille au tiers avant le printemps.

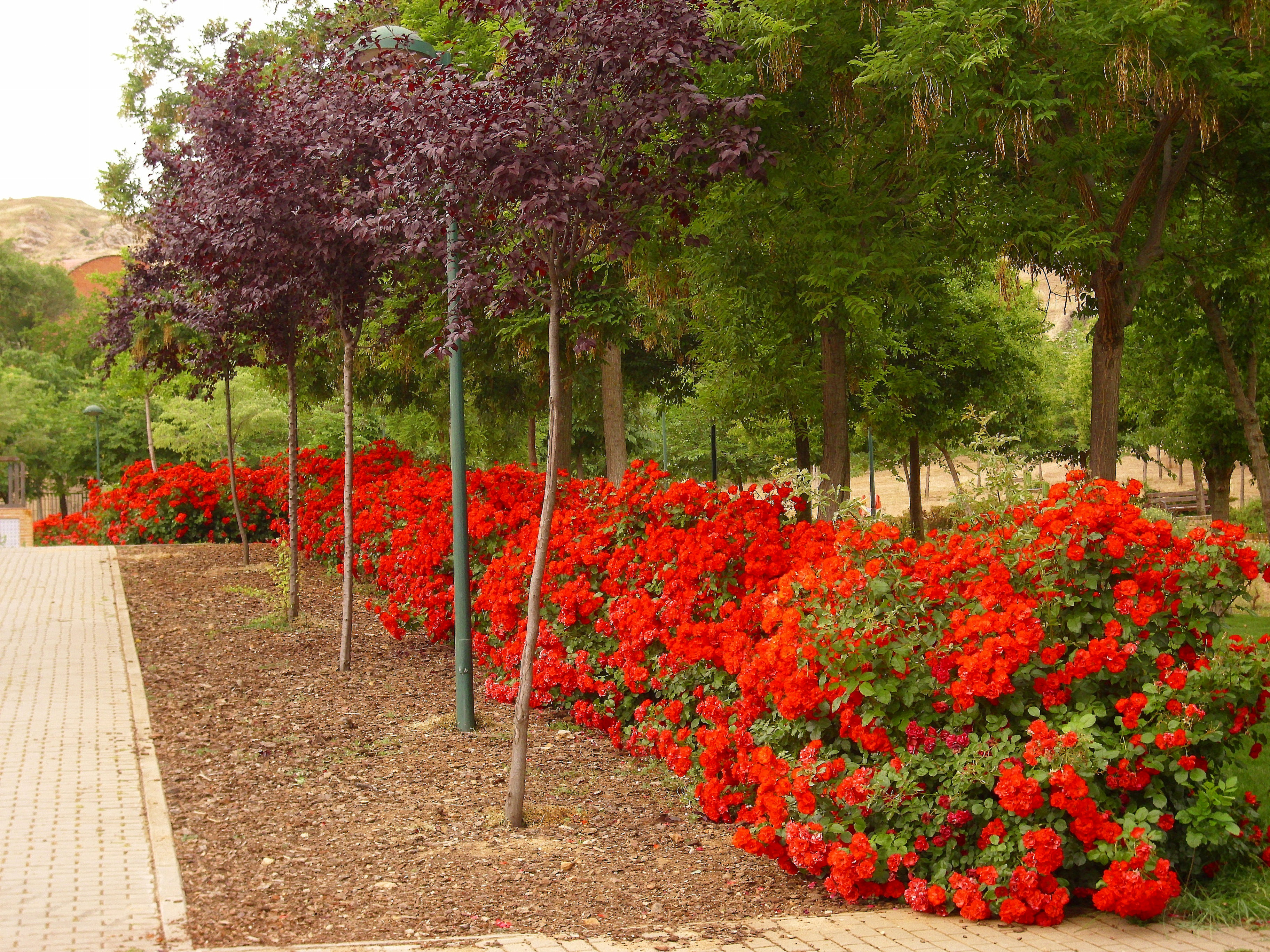
Buissons de 'La Sevillana' au Parque de la Rincona à Puertollano en Espagne.

## Distinctions
- ADR 1979[4]
- AJJH Prix de la Rose 1980
- Bagatelle 2e prix 1986